# Camp d'internement de Crystal City
Le camp d'internement de Crystal City est un camp d'internement, créé près de Crystal City au Texas, aux États-Unis. Il avait pour objectif d'emprisonner les personnes d'ascendance japonaise, allemande et italienne durant la Seconde Guerre mondiale. Il a été décrit de diverses manières comme un centre de détention ou un camp de concentration. Le camp, conçu à l’origine pour 3 500 personnes, est ouvert en décembre 1943 et est officiellement fermé le 11 février 1948,. Officiellement connu sous le nom de Crystal City Alien Enemy Detention Facility, en français : Centre de détention des ennemis étrangers de Crystal City, plus communément appelé U.S. Family Internment Camp, Crystal City, Texas, en français : Camp d'internement familial américain de Crystal City, Texas, il est géré par le service d'immigration et de naturalisation du département de la Justice des États-Unis et est initialement prévu pour l'accueil des familles japonaises mais aussi celles expulsées des pays d'Amérique latine vers les États-Unis. Un nombre important de ces personnes incarcérées étaient des citoyens américains, nés dans le pays. Le camp d'internement de Crystal City est l'une des principales installations de confinement des familles pendant la Seconde Guerre mondiale, aux États-Unis. 
Les camps de détention sont décrits à l'époque comme une mesure de « sécurité intérieure », mais sont désormais considérés comme « injustes et motivés par le racisme plutôt que par une nécessité militaire réelle », comme l'a indiqué la commission sur le déplacement et l'internement des civils en temps de guerre (en). Au maximum de sa capacité, le camp comptait 3 374 détenus, le 29 décembre 1944.

## Création du camp
Le camp de Crystal City, est baptisé en l'honneur de la ville voisine et située à 180 km au sud de San Antonio. Il est l'un des plus grands camps du Texas. Avant la guerre, il s'agissait d'un camp de travail pour migrants, construit par la Farm Security Administration (FSA) pour accueillir un afflux de travailleurs migrants venus exploiter la culture la plus rentable de la région, l'épinard,.
Au début de la Seconde Guerre mondiale, des milliers de résidents japonais et allemands, des États-Unis, y compris des citoyens américains et des résidents étrangers, sont arrêtés et séparés de leur famille le temps de leur détention initiale. Le camp de la FSA est confié au service d'immigration et de naturalisation afin de permettre à ces supposés « ennemis étrangers » d'être réunis avec leurs épouses et leurs enfants. Le premier groupe de 35 familles allemandes arrive le 12 décembre 1942.
Les femmes et les enfants du camp de Seagoville (en), qui avait ouvert ses portes pour accueillir des Japonais d'Amérique latine, mais qui commence à devenir surpeuplé en raison de l'augmentation des incarcérations d'américains d'origine japonaise, commencent à arriver au début 1943. Les maris et pères sont transférés à Crystal City, à partir du camp de Kenedy mais aussi de camps du ressort de l'autorité de réinstallation en temps de guerre (en), à partir de juin 1943. En août 1944, le camp accueille 2 104 personnes d'ascendance japonaise, dont environ la moitié en provenance d'Amérique latine, et 804 personnes d'ascendance allemande, hébergées séparément par appartenance ethnique.

## Les incarcérés

### Latino-américains
Au début de la guerre, au nom de la « sécurité continentale », le gouvernement des États-Unis entame des négociations avec plusieurs pays d'Amérique latine pour rassembler et expulser les ressortissants allemands et japonais qui vivent dans ces pays.
À leur arrivée à La Nouvelle-Orléans en Louisiane, la première vague d'hommes déportés est arrêtée au motif qu'ils avaient tenté d'entrer illégalement dans le pays, les autorités de l'immigration leur ayant refusé des visas, et qu'ils étaient détenus dans divers postes de l'INS de la région, avant d'être transférés dans les camps de Kenedy, au Texas et Santa Fe, au Nouveau Mexique. Leurs femmes et leurs enfants les rejoignent plus tard, apparemment sur la base du volontariat, bien que la plupart des familles ne disposaient pas d'alternatives possibles à l'expulsion. Une fois incarcérés aux États-Unis, ils peuvent ensuite être envoyés en Allemagne ou au Japon en échange du retour des citoyens américains et des diplomates bloqués dans les pays des forces de l'Axe,.
Le programme d'échange de prisonniers est de courte durée et est finalement transformé en un programme de rapatriement dans lequel des ressortissants allemands et japonais ainsi que leurs familles, y compris de nombreux enfants qui n'étaient jamais allés dans leur pays d'origine, sont déportés, une fois de plus, en Allemagne et au Japon. La majorité de la population latino-américaine de Crystal City est transportée en Allemagne et au Japon à la fin de la guerre, bien que plusieurs centaines de Japonais péruviens aient été autorisés à rester aux États-Unis après une bataille juridique de deux ans. 
Sur les quelque 1 500 Japonais d'Amérique latine, confinés, pendant la guerre, à Crystal City, près de 80 % venaient du Pérou tandis que 234 Allemands d'Amérique latine sont déportés de Bolivie, de Colombie, du Guatemala, du Costa Rica, du Honduras, du Nicaragua, ainsi que quelques-uns de Haïti.

### Les américains d'origine allemande et japonaise
Le camp de Crystal City accueillait également des Américains d'origine japonaise et allemande qui vivaient auparavant dans de nombreuses régions des États-Unis. Des non-citoyens japonais et allemands ont été arrêtés, en grand nombre, immédiatement après l'attaque de Pearl Harbor, le 7 décembre 1941, et incarcérés de force dans divers lieux de détention de l'INS, de l'armée américaine et du ministère de la Justice avant d'être transférés à Crystal City, où ils ont été réunis avec leurs familles,. Les premiers prisonniers américains d'origine allemande arrivent en décembre 1942, en provenance d'Ellis Island et du Camp Forrest (en), dans le Tennessee. Les premiers Américains d'origine japonaise sont des femmes et des enfants emmenés de Seagoville au camp de Crystal City, en mars 1943. D'autres américains, d'origine japonaise, sont transportés en train depuis les centres de détention occidentaux et les camps du ressort des autorités de réinstallation en temps de guerre, dans les mois suivants,. La plupart des détenus américains, d'origine japonaise, sont transportés de la côte ouest, tandis que les Américains allemands sont amenés de nombreux endroits aux États-Unis.

## La vie d'internement
L'idée de l'internement familial est un nouveau concept en ce qui concerne la détention des étrangers allemands et japonais, pendant la Seconde Guerre mondiale. Dans le camp d'internement de Crystal City, les internés allemands et japonais vivent séparément les uns des autres et sont placés dans deux sections différentes du camp. Les responsables du service d'immigration et de naturalisation de Crystal City justifient l'isolement comme un moyen de surveiller les deux groupes. Le camp d'internement de Crystal City a accueilli un grand nombre de détenus provenant d'autres camps d'internement aux États-Unis et le camp devient surpeuplé. La section allemande du camp fournit, à ses internés, une boulangerie, une cantine, une salle communautaire et des chalets allemands. De nombreuses familles allemandes ont leur propre chalet, comprenant douches, cuisines, salles de bains et eau chaude. Un bulletin hebdomadaire, en langue allemande, est publié, intitulé Unter uns. La section japonaise comprend une école japonaise, le lycée fédéral, l'école primaire fédérale, un jardin d'agrumes et plusieurs installations de loisirs comme des terrains de tennis, de basketball, de football et une piscine. Les internés japonais du camp vivent dans des logements avec l'eau courante et des glacières.

### Les enfants
Presque tous les enfants détenus au camp d'internement de Crystal City étaient des citoyens américains, nés aux États-Unis, dont les parents étaient des non-citoyens étrangers. Chaque enfant au camp d'internement de Crystal City recevait un litre de lait par jour. Trois écoles ont été créées : l'école allemande, l'école japonaise et les écoles américaines de l'école élémentaire fédérale et du lycée fédéral. Les écoles ont fourni aux élèves internés tous les programmes de base que les écoles du Texas étaient tenues d'avoir. Fondée en janvier 1943, l'école américaine du camp d'internement de Crystal City a formé plus d'un millier d'élèves avant d'être fermée en juin 1946. La majorité des élèves de l'école américaine de Crystal City étaient des internés américains japonais et un grand nombre d'entre eux ont été acceptés dans diverses universités aux États-Unis. Les parents d'élèves germano-américains ont refusé d'envoyer leurs enfants à l'école américaine, préférant un enseignement à l'école allemande. Les enfants germano-américains, qui sont passés de l'école américaine à l'école allemande, ont souvent eu des difficultés en classe parce qu'ils ne parlaient pas couramment l'allemand. L'école allemande et les écoles américaines avaient un nombre d'inscrits similaire et chaque école a formé environ 350 élèves. L'école japonaise a formé environ 300 élèves latino-américains, japonais et japonais-américains. Le programme d'études de l'école japonaise ressemblait à celui que les japonais recevaient dans leur pays, mettant l'accent sur la morale, l'éthique et l'éducation physique japonaises.

### Fermeture des écoles
Le 24 janvier 1946, le responsable du camp d'internement de Crystal City, J. L. O'Rourke, ferme les écoles allemande et japonaise et ordonne à tous les autres élèves de s'inscrire dans les écoles américaines. Les écoles américaines sont par la suite fermées le 28 juin 1946, mais seuls 16 élèves japonais demeurent à Crystal City avec leurs parents. La population du camp était déjà faible car de nombreux internés ont été rapatriés dans leur pays d'origine après la fin de la guerre. Le service d'immigration et de naturalisation rejette l'idée de transférer les élèves japonais dans des écoles publiques près de Crystal City. En raison de cette décision mais aussi du manque de ressources pour déménager ailleurs, les internés japonais restants recréent l'école japonaise.

## Héritage
L'emplacement du camp appartient maintenant au district scolaire local et est marqué par une pierre de granit gravée "Camp de concentration de la Seconde Guerre mondiale, 1943-1946", installée en novembre 1985. La Texas Historical Commission a entrepris des fouilles archéologiques sur le site en avril 2013, en vue de l'inscription du site au registre national des lieux historiques. L'inscription a été approuvée le 1er août 2014.

### Source de la traduction
- (en) Cet article est partiellement ou en totalité issu de l’article de Wikipédia en anglais intitulé « Crystal City Internment Camp » (voir la liste des auteurs).